# Stazione meteorologica di Bergamo Centro
La stazione meteorologica di Bergamo Centro è la stazione meteorologica di riferimento relativa all'area urbana della città di Bergamo Alta.

## Coordinate geografiche
La stazione meteo si trova nell'Italia nord-occidentale, in Lombardia, nel comune di Bergamo, a 400 metri s.l.m. e alle coordinate geografiche 45°42′N 9°40′E.

## Dati climatologici
In base alla media trentennale di riferimento 1961-1990, la temperatura media del mese più freddo, gennaio, si attesta a +1,5 °C; quella del mese più caldo, luglio, è di +22,4 °C.
Le precipitazioni medie annue sono superiori ai 1.150 mm, mediamente distribuite in 97 giorni, e presentano un picco estivo ed autunnale e minimo relativo invernale .
| Bergamo Centro                     | Mesi | Mesi | Mesi | Mesi | Mesi | Mesi | Mesi | Mesi | Mesi | Mesi | Mesi | Mesi | Stagioni | Stagioni | Stagioni | Stagioni | Anno  |
| Bergamo Centro                     | Gen  | Feb  | Mar  | Apr  | Mag  | Giu  | Lug  | Ago  | Set  | Ott  | Nov  | Dic  | Inv      | Pri      | Est      | Aut      | Anno  |
| ---------------------------------- | ---- | ---- | ---- | ---- | ---- | ---- | ---- | ---- | ---- | ---- | ---- | ---- | -------- | -------- | -------- | -------- | ----- |
| T. max. media (°C)                 | 5,4  | 8,3  | 12,3 | 16,9 | 21,9 | 25,7 | 28,3 | 27,6 | 23,9 | 18,0 | 11,1 | 6,1  | 6,6      | 17,0     | 27,2     | 17,7     | 17,1  |
| T. min. media (°C)                 | −2,3 | −0,3 | 2,7  | 6,3  | 10,6 | 14,2 | 16,5 | 16,1 | 13,2 | 8,2  | 3,6  | −1,7 | −1,4     | 6,5      | 15,6     | 8,3      | 7,3   |
| Precipitazioni (mm)                | 64   | 69   | 78   | 103  | 99   | 133  | 107  | 129  | 84   | 102  | 129  | 68   | 201      | 280      | 369      | 315      | 1 165 |
| Giorni di pioggia                  | 7    | 7    | 8    | 10   | 10   | 10   | 7    | 9    | 7    | 7    | 9    | 6    | 20       | 28       | 26       | 23       | 97    |
| Eliofania assoluta (ore al giorno) | 2,5  | 3,6  | 4,6  | 5,4  | 6,3  | 6,6  | 8,0  | 7,3  | 6,0  | 4,7  | 2,4  | 2,4  | 2,8      | 5,4      | 7,3      | 4,4      | 5,0   |